# Eupolemius
 Eupolemius è un poema epico in lingua latina, redatto non prima dell'XI secolo e non oltre la prima metà del XII secolo. Il titolo è composto dall'unione di due parole greche, il prefissoide eu- (lett. "bello, buono") e  pòlemos (lett. "guerra").
Opera di un autore anonimo di lingua tedesca, è composto da due libri: il primo contiene 684 esametri, mentre il secondo ne conta 789.
I nomi dei protagonisti sono attronimi:
- Agatus (dal greco agathòs) è il Padre Dio, identificato col Sommo Bene;
- Cacus (dal greco kakòs) è Satana, identificato col principio del male;
- Antropus (dal greco anthropos, lett. "uomo") è Adamo, che in ebraico significa "primo uomo";
- Solima (da Hierosolyma) è Gerusalemme;
- Judas, Moses e Messyas restano non tradotti dall'ebraico per indicare Giuda, Mosè e il Messia, il Signore Gesù.

L'incipit dell'opera sembra alludere ai primi versi dell'Eneide Arma virumque cano con Contra Messyam violenti prelia Caci // Detestanda cano, dudum quem fortibus armis // In dominum pugnasse suum nimiumque potente // Instruxisse ferunt acies jebusea per arva, // Quae circa Solimam sita sunt. Non hic michi Clio, // Non michi Calliope, sed summa vocanda Sophia est.
L'opera si inquadra nel genere dell'epica biblica (Bibelepik in tedesco), e racconta l'effetto universalmente salvifico della resurrezione di Gesù Cristo. La prima edizione fu pubblicata a Basilea nel 1564 dalla Schola Antiquitatum christiano puerili, fondata dal poeta e storico protestante Georg "Fabricius" Goldschmidt (1516-1571).